# نفير عام
النفير العام، هو عملية استنفار لعامة الناس  من أجل القيام بقتال العدو، أينما وجد، ولا تقتصر هذه العملية على فئة معينة، بل تشمل عامة الشعب للتأهب، والنفير لمهاجمة وقتال العدو بوسائل مختلفة.

## أساليبه وطرقه
- تنظيم مسيرات غير سلمية.
- الاحتشاد في الساحات العامة والمساجد ودور العبادة.
- إقامة مؤتمرات تحريضية.